# Amedeo Stenti
Amedeo Stenti (Civitavecchia, 4 giugno 1940 – Roma, 7 maggio 2018) è stato un calciatore italiano, di ruolo libero.

## Biografia
Cresciuto calcisticamente nella Civitavecchiese, dove nella stagione 1957-58 vince il titolo italiano dilettanti. 
Passa quindi alla Fedit Roma in Serie C, nella stagione 1958-59, con la società che l'anno successivo diventa Tevere Roma.
Da buon centravanti, nella Tevere Roma, viene spostato in difesa. Ruolo in cui viene notato dall'allenatore Manlio Scopigno detto "Il filosofo", futuro campione d'Italia con il Cagliari di Riva (stagione 1969/70), al tempo secondo allenatore di Lerici al L.R. Vicenza.
Inizialmente destinato ad essere ceduto in Serie B al Prato, accetta l'offerta della squadra veneta.
Esordisce nella massima serie il 9 ottobre del 1960, contro la Sampdoria, marcando efficacemente Sergio Brighenti, al momento capocannoniere del campionato.
Assieme a Dino Panzanato forma una delle coppie difensive più complete e meglio assortite del periodo.
Dopo una prima stagione con 8 presenze in Campionato, a partire dal stagione successiva 1961-61 diventa titolare inamovibile del L.R. Vicenza, che nello stesso periodo gode del privilegio di essere considerata la migliore squadra "provinciale" della massima serie.
Le sue prestazioni non passano inosservate, tanto che il Milan mette gli occhi su di lui. 
Fresco vincitore della Coppa Campioni 1962-63, il Milan pensa a lui per completare il suo reparto difensivo. Dato l'affare per fatto, Amedeo Stenti viene convocato per un'amichevole tra il Milan, campione europeo, e la Lazio appena promossa dalla Serie B. L'ultimo giorno della sessione di calciomercato, l'affare salta.
Rimane al L.R. Vicenza anche per le due stagioni successive. 
Nei cinque anni al L.R. Vicenza, colleziona 127 presenze e due goal. Uno su rigore, Atalanta - L.R. Vicenza 3-1 del 31 marzo 1963, uno in rovesciata, Lazio - L.R. Vicenza 1-2 dell'8 novembre 1964.
Segna anche due gol nella Coppa Intertoto del 1962-63, contro il Feyenoord e contro il Bayern di Monaco.
Per la stagione 1965/66 il Milan si rifà sotto offrendo la cifra di 200 milioni di lire. Il presidente del Napoli, appena ritornato in serie A, Roberto Fiore, gioca d'anticipo e si assicura il cartellino. 
Amedeo Stenti passa al S.S.C. Napoli che nel frattempo acquista dalla Juventus Omar Sivori, dal Milan Jose' Altafini e dal Catanzaro Stelio Nardin. Si riforma inoltre la coppia difensiva centrale con Dino Panzanato.
Gioca 15 partite nella sua prima stagione partenopea, a causa di un infortunio di gioco, durante la partita Napoli-Cagliari 2-0 del 2 gennaio 1966. 
Uno scontro aereo in area di rigore con Gigi Riva gli provoca la frattura dello zigomo. 
Rimane un intero girone a bordo campo, rientrando proprio nella partita di ritorno contro la squadra sarda, l'8 maggio 1966, Cagliari - Napoli 0-2.
La stagione successiva, 1966-67, non lo vedrà mai presente in campo. Dinamiche societarie particolari lo tengono ai margini per tutto il campionato.
Torna protagonista l'anno dopo, anno 1967-68, giocando da titolare 25 delle 30 partite in stagione, campionato che vede il Napoli arrivare secondo dietro al Milan. Miglior piazzamento di sempre nella storia calcistica della società, almeno fino al periodo di Maradona.
La stagione 1968-69, parte sulla stesse note della precedente. Gioca titolare le prime otto partite. Una fastidiosa infiammazione al ginocchio (borsite) lo costringe a fermarsi prima, e all'intervento chirurgico dopo. Si opera a gennaio 1969 a Bologna. 
Rientrerà solo alla penultima giornata di campionato contro il Milan (0-0).
Nella stagione 1965-66 vince la Coppa delle Alpi. Con il Napoli gioca per 4 stagioni collezionando 75 presenze di cui 52 partite in Serie A.
Il Napoli lo cede per la stagione 1969-70 al Verona. 
I postumi dell'operazione al ginocchio incidono con il prosieguo della sua carriera. 
Nel primo anno gioca 18 partite, mentre nel campionato 1970-71 gioca solo 5 incontri. 
Il Verona si salva in tutte e due le stagioni in cui gioca per la squadra veneta.
In contrasto con il Presidente del Verona, Garonzi, decide di smettere di giocare poco prima che inizi la stagione 1971-72.
Un intoppo burocratico non gli permette di depositare in federazione lo svincolo dal Verona e quindi la possibilità, nel mercato di riparazione di accasarsi al Cagliari o alla Lazio. A seguito di questo, decide definitivamente di dare addio al calcio professionistico.
Nella stagione 73-74 torna a giocare 8 partite nella Civitavecchiese, società che lo ha lanciato. La squadra si salva dalla retrocessione dalla Serie D.
Amedeo Stenti decide quindi di chiudere qui, la sua carriera.
Muore il 7 maggio 2018, dopo cinque mesi in Terapia Intensiva, all'ospedale S. Camillo di Roma, a seguito di un incidente stradale e al progressivo aggravarsi del quadro clinico generale.

## Palmarès
- Coppa delle Alpi: 1

Napoli: 1966